# پیشگامان کشاورزی آزاد
پیشگامان کشاورزی آزاد (OpenAg) (به انگلیسی: MIT Open Agriculture Initiative) در سال ۲۰۱۵ توسط Caleb هارپر به عنوان یک ابتکار در MIT Media Lab در موسسه تکنولوژی ماساچوست تأسیس شد. این پروژه با هدف توسعه بسترهای کشاورزی با عوامل محیطی کنترل‌شده تحت عنوان «رایانه‌های مواد غذایی» که حوزه‌های وسیعی را در بر می‌گیرد و می‌تواند به صورت تجربی، آموزشی یا برای استفاده شخصی مورد استفاده قرار گیرد، توسعه داده شده‌است. تمامی سخت‌افزارها، نرم‌افزارها و داده‌ها، با هدف ایجاد یک پلت فرم باز استاندارد جهت تحقیقات کشاورزی و آزمایشات آن منبع باز خواهند بود.
OpenAg طرفداران حامی شفافیت در صنعت کشاورزی است و شیوه‌های پایدار در حال رشد محلی را ترویج می‌کند. تمرکز اصلی آن بر روی بهبود کشاورزی شهری و ارتقا دسترسی به غذاهای تازه و سالم است.

## رایانه مواد غذایی
پیشگامان کشاورزی آزاد، اصطلاح «رایانه مواد غذایی» را برای توصیف محصول اصلی‌شان ابداع کردند. رایانه مواد غذایی، یک بستر کشاورزی در محیط کنترل‌شده‌است که به صورت اختصاصی بر اساس پروژه MIT CityFARM توسعه پیدا کرده که با از فناوری‌های کشاورزی بدون خاک از جمله سیستم‌های هیدروپونیک و aeroponic، برای کشت محصولات زراعی در محیط‌های داخلی بهره می‌گیرد.
رایانه‌های مواد غذایی هنوز به صورت تجاری در دسترس نیستند. تا سال ۲۰۱۶، ۶ رایانه شخصی مواد غذایی در مدارس حومه بوستون و سه سرور مواد غذایی در دانشگاه MIT, Michigan State University و Unidad Guadalajara (Cinvestav) در مکزیک در حال فعالیت بوده‌اند. راهنماهای ساخت و اسناد اولیه برای سازندگان و علاقه‌مندان فراهم شده‌است و دسترسی بیشتر به آن در سال‌های آینده و با تولید صنعتی بیشتر خواهد شد.تا تاریخ ۲۰۱۶

## کتابخانه باز پدیده‌ها
شرایط مختلف آب و هوایی از جمله دما، رطوبت نسبی، دی‌اکسید کربن و سطح اکسیژن، pH آب، هدایت الکتریکی آب و قرار گرفتن در معرض مواد مغذی مختلف و کودهای شیمیایی تعیین می‌کنند که آیا یک گیاه رشد می‌کند یا این که چگونه رشد می‌کند. شرایط مختلف آب و هوایی می‌تواند منجر به موقعیت‌های فنوتیپی متفاوت در گیاهانی که از نظر genotypical بسیار مشابه یا یکسان هستند بشوند. صفات مختلف ظاهری یک گیاه از جمله رنگ، اندازه، بافت، عملکرد، نرخ رشد، طعم و تراکم مواد مغذی آن پدیده را می‌سازد.

## مبنع
1. ↑  Matt McFarland (17 June 2015). "Inside an MIT researcher's grand plan to create the personal food computer". Washington Post.
2. ↑  «Open Agriculture (OpenAg) | MIT Media Lab». بایگانی‌شده از اصلی در ۹ اکتبر ۲۰۱۶. دریافت‌شده در ۱۲ نوامبر ۲۰۱۸.
3. ↑  "OpenAg Initiative — Farming for the Future". mit.edu. Retrieved 2016-02-03.
4. ↑  The Personal Food Computer Is A Farm For Your Apartment : SCIENCE : Tech Times
5. ↑  Food Computer Set To Alleviate Global Food Crisis Using 'Climate Recipes'
6. ↑  Now What With Ryan Duffy - AOL On
7. ↑  "Build". mit.edu. Retrieved 2016-02-03.
8. ↑  Great Plant Escape - Growing plants indoors
9. ↑  "The Genotype/Phenotype Distinction". stanford.edu.
10. ↑  "The Wikipedia Of Farming Is Here". Popular Science.
11. ↑  [پیوند مرده]